# Uhlan

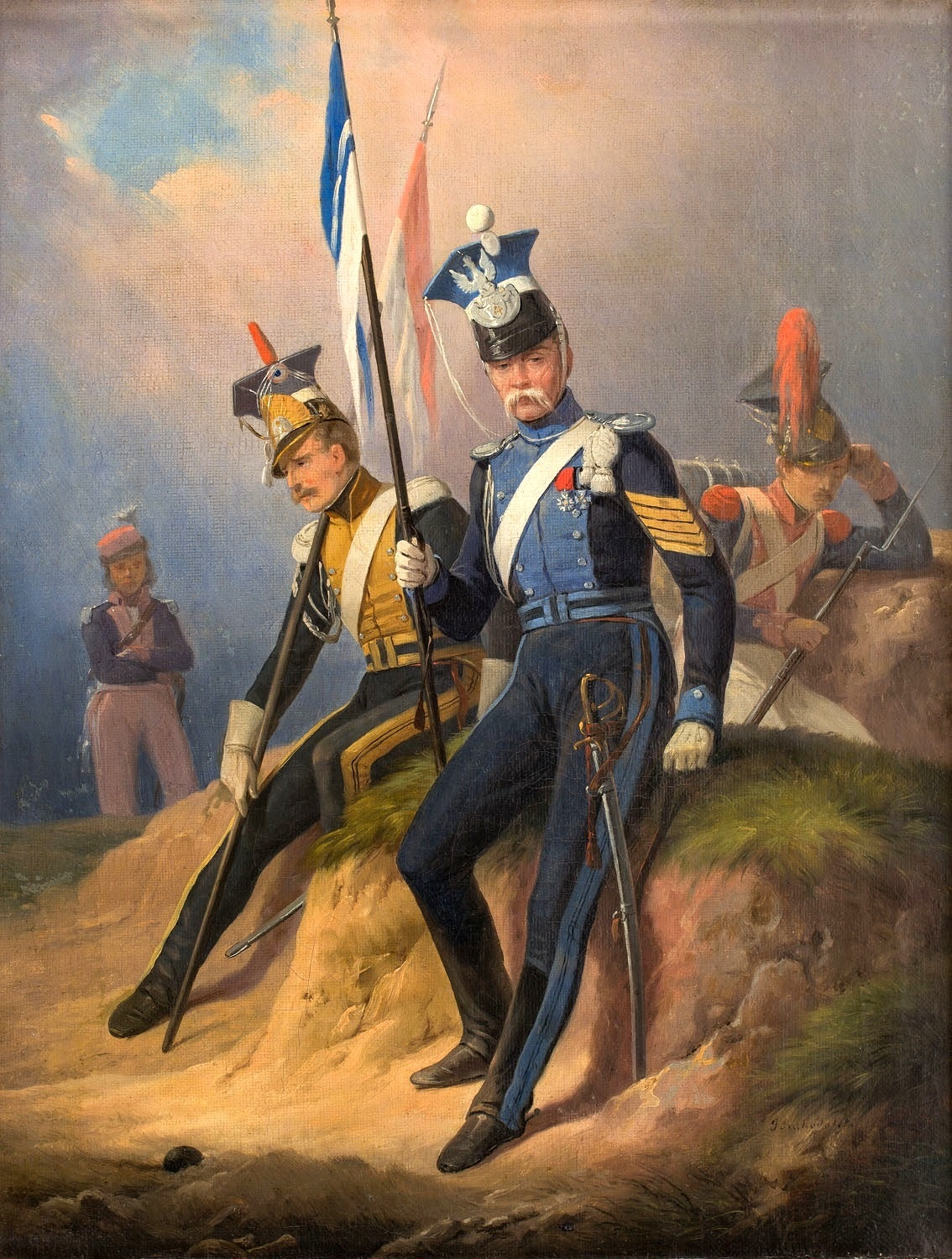
Uhlans polonais (entre 1805 et 1813) par Janvier Suchodolski (1797-1875).

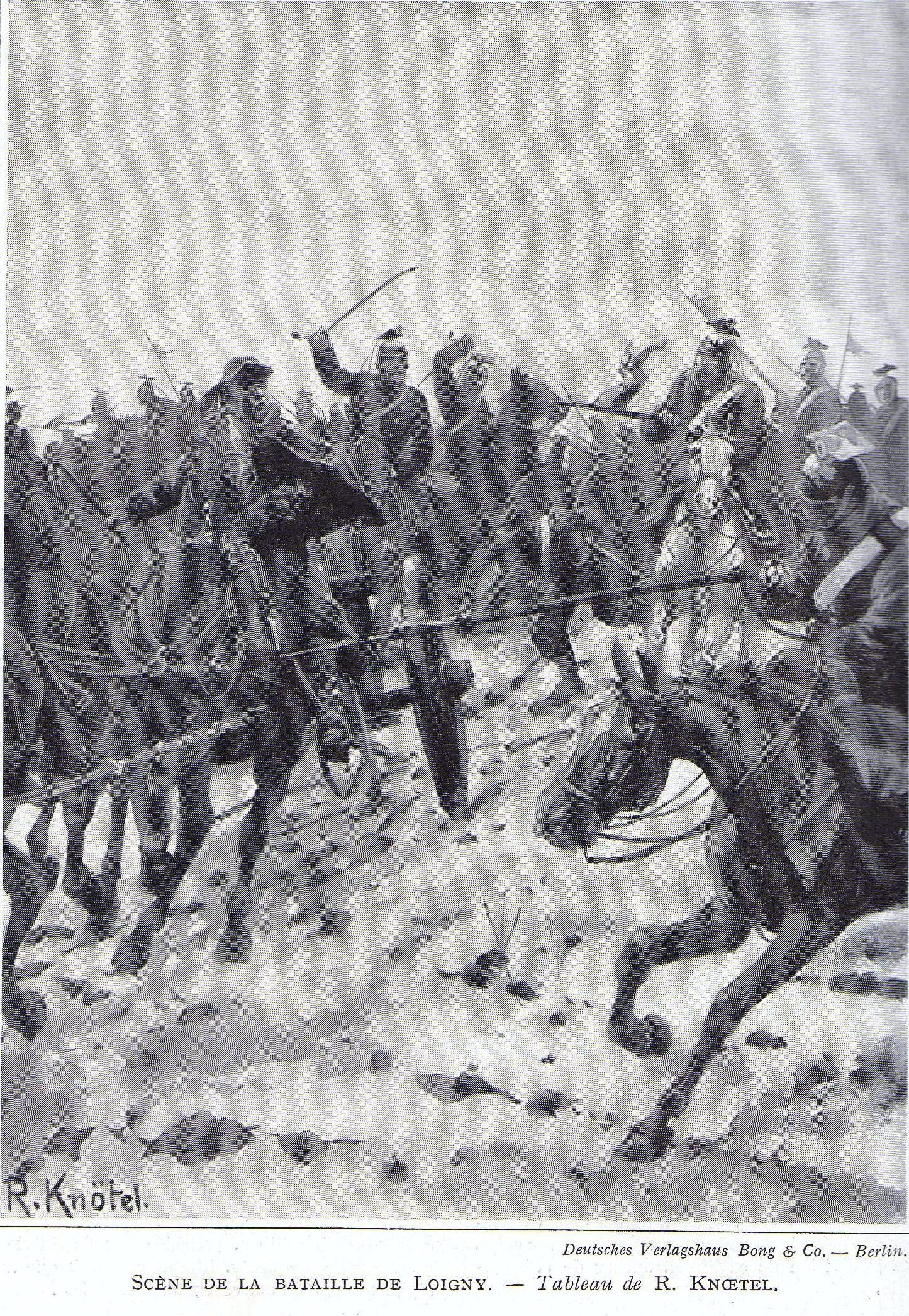
Charge d'uhlans prussiens à la bataille de Loigny le 2 décembre 1870, tableau de Richard Knötel (1857-1914).

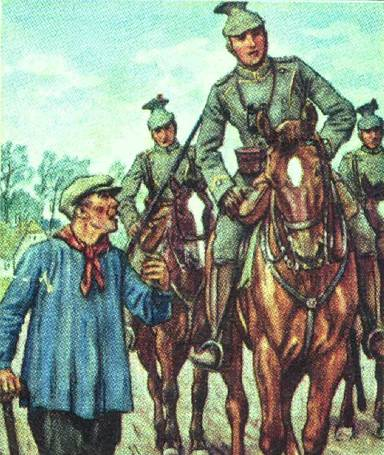
Uhlans wurtembergeois en patrouille en Flandre en octobre 1914, image des cigarettes Waldorf-Astoria.

Un uhlan est un cavalier armé d’une lance dans les armées slaves et germaniques, similaire au lancier des armées françaises.

## Étymologie
Le mot uhlan vient, via le polonais, de la langue des Tatars lituaniens « oǧlan » qui signifie « jeune homme ».

## Historique

### Armées autrichienne et prussienne
Les premiers régiments d'uhlans ont été créés au XVIIIe siècle.
Ils étaient à l'origine des cavaliers légers polonais ou lituaniens armés de lances, d'épées et de carabines.  Des corps d'uhlans furent incorporés dans les années 1780 dans l'armée autrichienne puis dans les armées de Prusse par le commandant von Hotze (officier instructeur mercenaire qui fut successivement au service de ces deux pays), l'Union de la Pologne et de la Lituanie étant, à l'époque, occupée et partagée entre ces grandes puissances.

### Empire napoléonien

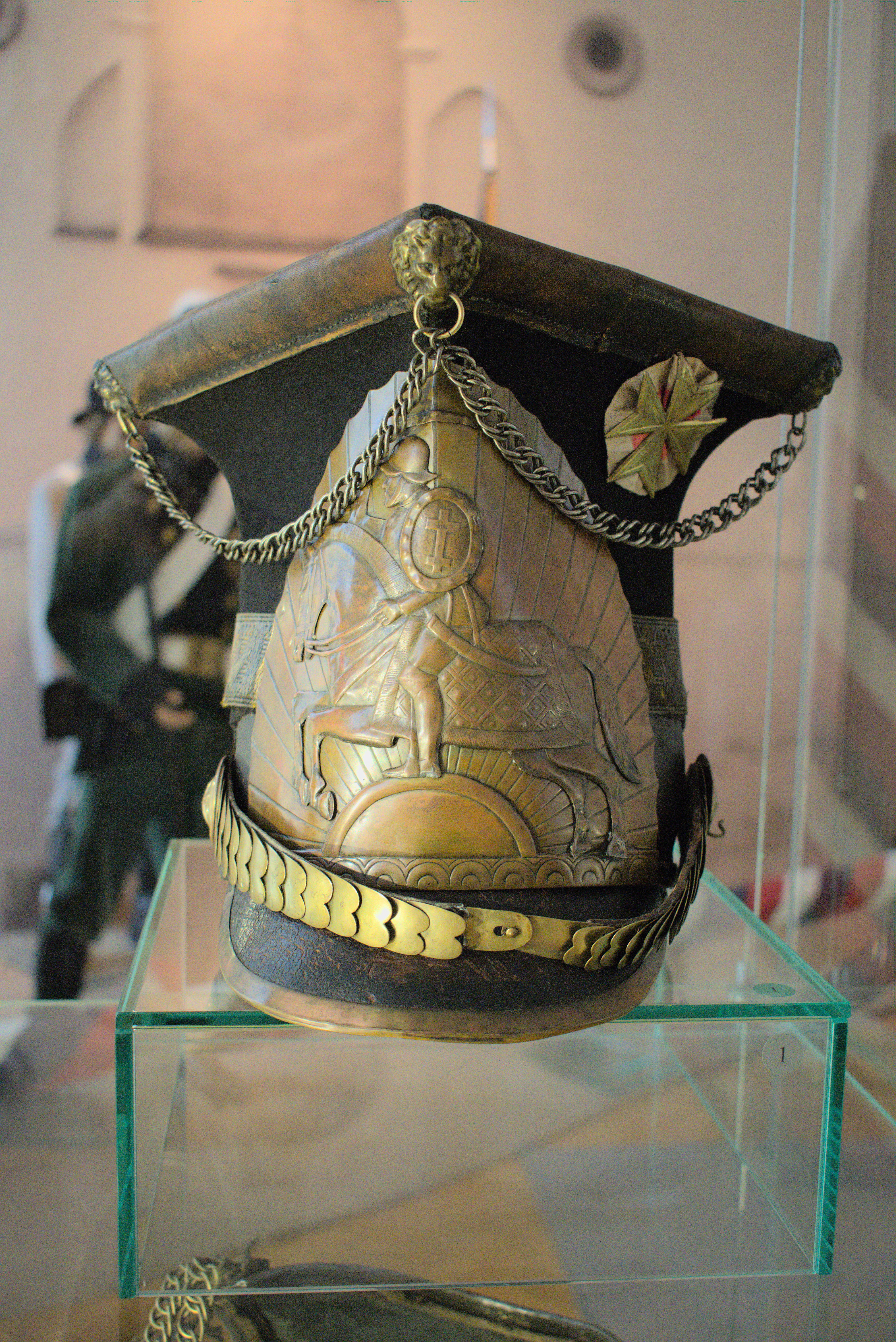
Chapeau de soldat aux armoiries de la Lituanie - Vytis du 17e régiment d'uhlans lituaniens (Grande Armée), fabriqué en France 1812-1813

Au début du XIXe siècle, de nombreux régiments d'uhlans sont mis sur pied et placés au service de l'armée de Napoléon Ier, protecteur et allié du duché de Varsovie (appellation de la Pologne à nouveau indépendante). Recrutés en Rhénanie et notamment dans le Grand-duché de Berg, ils sont aussi appelés dans l'armée impériale lanciers polonais (car ils portent tous le même uniforme vert) et se couvrent de gloire notamment à la bataille d'Albuera (1811) durant la Guerre d'indépendance espagnole.
Après le traité de Paris en 1815, la Pologne est à nouveau partagée entre les grandes puissances voisines et la tradition des uhlans perdurera dans l'armée prussienne.

### Prusse et Allemagne
Au début de la Première Guerre mondiale, l'armée allemande alignait 26 régiments d'uhlans : trois de la Garde, vingt et un de ligne (16 prussiens, deux wurtembergeois, trois saxons) et deux de l'armée bavaroise autonome. Après avoir servi comme cavalerie aux tout premiers mois de la guerre, ils sont devenus fantassins dans les tranchées ou ont été transférés sur le front de l'Est où la pénurie de moyens de transport modernes permettait à la cavalerie de jouer un rôle plus actif.
Les 26 régiments allemands ont été dissous en 1918-1919.

### Pologne indépendante (à partir de 1918)

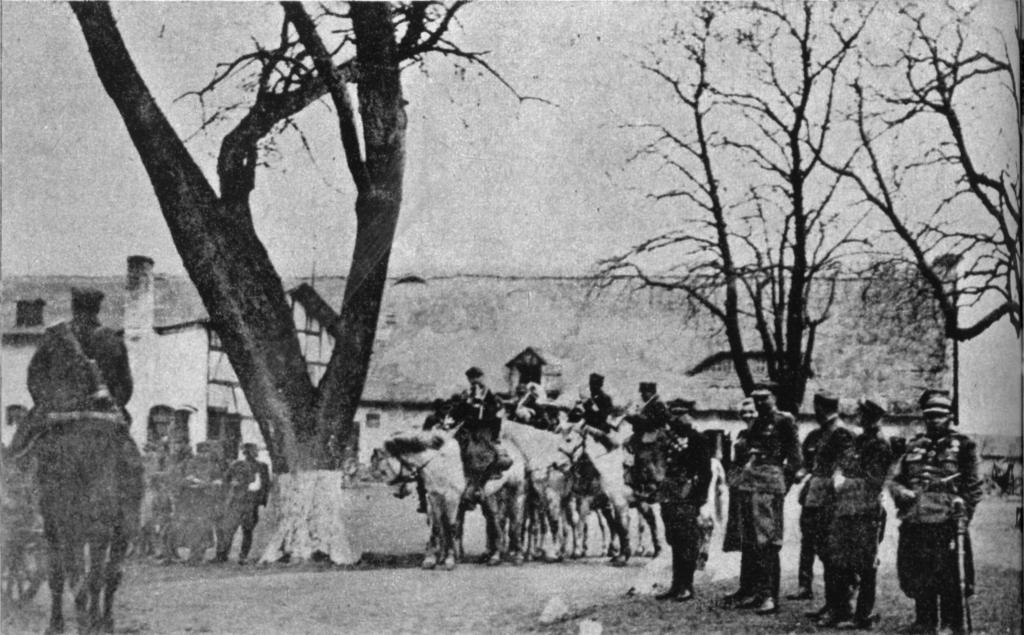
Uhlans de la 1re brigade de cavalerie polonaise en mars 1945 guerre mondiale.

Des régiments d'uhlans sont reformés lorsque la Pologne accède à nouveau à l'indépendance en 1918, et ils s’illustrent lors de la guerre soviéto-polonaise (1919-1920), puis durant la Seconde Guerre mondiale.